# クレアンスメアード
株式会社クレアンスメアード（英: CREANSMAERD CO.,LTD.）は、東京都青梅市に本社を置き、ポイントシステム、CRM（顧客管理システム）、マストバイキャンペーン（WEB抽選）、DXスマートフォンアプリ開発ほか、各種集客ソリューションを提供する日本の企業。

## 沿革
- 1985年（昭和60年）12月 - 日本アプリケーション株式会社創業
- 1992年（平成4年）8月 - ゲームソフト開発 開始
- 1994年（平成6年）11月 - 日本電気ホームエレクトロニクス（株）と共同開発
- 1994年（平成6年）12月 - Towns向ゲームGEKIRIN出荷
- 1996年（平成8年）7月 - インターネットサービスプロバイダ「光ネット」運営開始
- 1996年（平成8年）9月 - 大逆鱗 for Windows95出荷
- 1999年（平成11年）10月 - Engacho! forワンダースワン発売
- 1999年（平成11年）11月 - Engacho!! PlayStation発売
- 2000年（平成12年）12月 - 共通ポイントシステムASP提供開始
- 2003年（平成15年）8月 - 市ヶ谷営業本部を開設
- 2005年（平成17年）12月 - 社名を「株式会社クレアンスメアード」に変更
- 2006年（平成18年）2月 - プライバシーマーク(Pマーク)使用許諾取得
- 2006年（平成18年）10月 - 金融機関向けポイントサービス開始
- 2006年（平成18年）12月 - ISO(JIS Q)27001情報セキュリティーマネジメントシステム(ISMS)認証取得
- 2012年（平成24年）10月 - ポイントとポイントの交換特許取得
- 2017年（平成29年9月 - ポイント及び電子通貨の交換に関する国際特許取得

## 営業所・事業所
- 本社 - 東京都青梅市
- 市ヶ谷営業 - 東京都新宿区市谷
- フィリピン（セブ島）オフショア事業グループ - Cebu IT Park, Cebu City

## 主な事業
ポイント管理システムの開発・運営サポート、WEB抽選システム、回覧板アプリやDXスマートフォンアプリ開発、カジュアルゲーム開発など。
クレアンスメアードのポイント管理システム（CPSS）は、店舗POS・EC・アプリとの連携ほか、提携企業間などで個別に管理されている複数のポイントサービスを統合管理できる。